# Wapen van Zeewolde

Wapen van Zeewolde

Het wapen van Zeewolde werd op 21 december 1983 bij Koninklijk Besluit aan de nieuw ontstane gemeente toegekend. Hoewel het wapen van Zeewolde geen heraldische voorgeschiedenis heeft, past het wapen wel in de heraldische tradities. Alle symbolen in het wapen dragen ook een functie.

## Blazoen
De officiële beschrijving van het wapen luidt als volgt:
Van Gevierendeeld: I in azuur een lelie van zilver, II in goud een klaverblad van sinopel, III in goud een gewei van sinopel, IV in azuur een naar rechts gewende roerdomp van zilver Het schild gedekt met een gouden kroon van 3 bladeren en 2 parels en gehouden door 2 zeehonden van zilver, genageld van keel.
Het schild is in vieren gedeeld, ook wel gekwartierd. In I: op een blauwe achtergrond een zilveren lelie. In deel II een goudkleurig achtergrond met daarop een groen klaverblad. Deel III is wederom van goud met een groen hertengewei en deel IV ten slotte is blauw met daarop een zilveren roerdomp.
Het schild wordt gedekt door een gouden kroon van drie bladeren met daartussen twee parels, een zogenaamde gravenkroon. Het geheel wordt door twee schildhouders in de vorm van twee zeehonden gehouden. De zeehonden zijn van zilver en hebben rode nagels.

## Symboliek
Alle onderdelen uit het wapen van Zeewolde hebben een betekenis, zij verwijzen naar de geschiedenis van Zeewolde of naar het huidige Zeewolde.
- De Franse lelie is een verwijzing naar het familiewapen van ingenieur Lely. Onder zijn leiding als minister van Waterstaat, Handel en Nijverheid kon de huidige provincie Flevoland ontstaan.
- Het klaverblad staat symbool voor het huidige agrarische karakter van de gemeente, in het oorspronkelijk ontwerp had dit vlak doorsneden moeten zijn van klaverbladsnede van zilver en groen.
- Het hertengewei staat voor een van de twee natuurgebieden, het Horsterwold, in de gemeente. In het oorspronkelijk ontwerp was dit een echt reëngewei, er zijn namelijk geen herten in de gemeente.
- De roerdomp staat voor het andere natuurgebied, het Harderbroek, in de gemeente, deze was in het oorspronkelijk ontwerp vergezeld van lisdodden, dit zijn de planten waar de roerdomp vaak bij is te vinden.

## Vergelijkbare wapens
De volgende wapens zijn op symbolische gronden vergelijkbaar met dat van Zeewolde: de Franse lelie staat in deze wapens niet symbool voor de Heilige Maagd Maria maar voor Ir. Lely.

Wapen van Flevoland
Het wapen van Fleverwaard
Wapen van Almere
Wapen van Dronten
Wapen van Lelystad
Wapen van Noordoostpolder
Wapen van Wieringermeer
Het wapen van waterschap Noordoostpolder

## zie ook
- Vlag van Zeewolde

Almere · Dronten · Lelystad · Noordoostpolder · Urk · Zeewolde